# Paspalum nicorae
Paspalum nicorae är en gräsart som beskrevs av Parodi. Paspalum nicorae ingår i släktet tvillinghirser, och familjen gräs. Inga underarter finns listade i Catalogue of Life.